# Kultura Halaf

Lokalizacja kultury Halaf

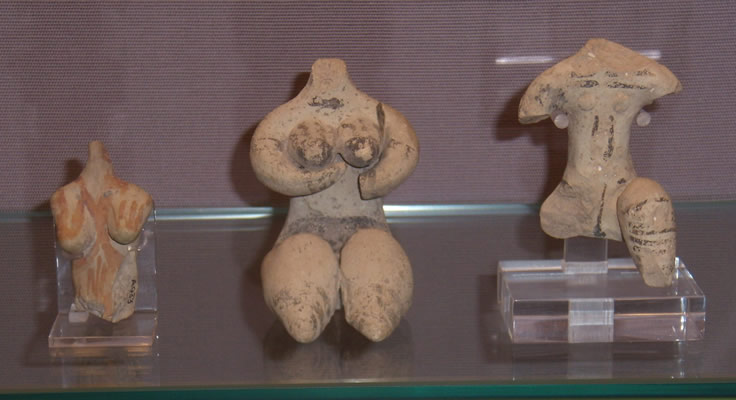
Figurki kobiet

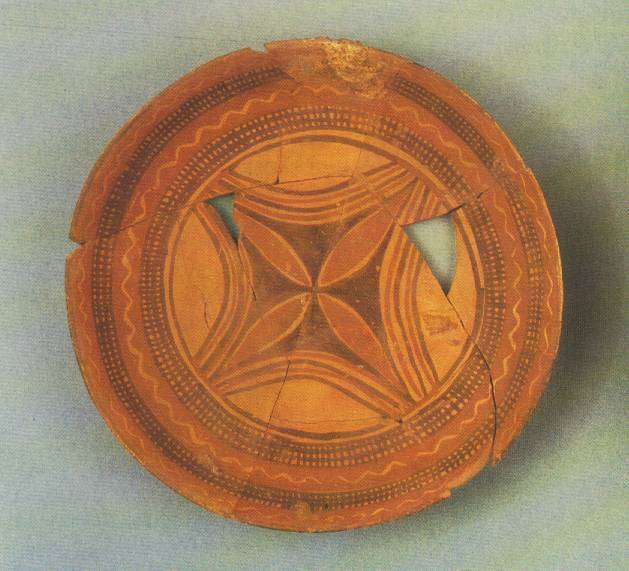
Ceramika kultury Halaf

Kultura Halaf – chalkolityczna kultura archeologiczna, zlokalizowana w północnej Mezopotamii. Nazwa pochodzi od eponimicznego stanowiska Tell Halaf, gdzie po raz pierwszy zostały odkryte relikty charakterystyczne dla danej kultury. Jej trwanie przypada na okres od końca VI tysiąclecia p.n.e. do końca V tysiąclecia p.n.e.

## Lokalizacja
Kultura Halaf rozwinęła się w północnej Mezopotamii nad Chaburem, prawym dopływem Eufratu i objęła swoim zasięgiem obszary bogate w obsydian i miedź, zakreślone od zachodu syryjskim wybrzeżem Morza Śródziemnego, od północy sięgała Gerikihacijan w południowo-wschodniej Anatolii i Tilki Tepe nad jeziorem Wan, od południowego wschodu terenów w pobliżu Mosulu.

## Historia odkrycia
W 1899 roku Max von Oppenheim uzyskał od mieszkańców Tell Halaf informację, że pod piaskiem na pobliskim wzgórzu znajdują się ruiny starożytnego osiedla. Prace archeologiczne Oppenheim rozpoczął w 1911 roku. Wykopaliska przerwała pierwsza wojna światowa, badania Oppenheima zostały sfinalizowane dopiero w latach 1927–1929. W 1943 roku archeolog opublikował wyniki swoich odkryć. Zostały one później wzbogacone dzięki publikacjom Maxa Mallowana, który pracował przy wykopaliskach w Tell Arpaczija i udowodnił, że to stanowisko archeologiczne stanowiło pierwotne centrum kultury Halaf.

## Charakterystyka
Ludność kultury Halaf zamieszkiwała przeważnie duże umocnione osady. Pomieszczenia mieszkalne budowano z suszonej cegły na planie prostokątnym, choć na wschodnich obszarach spotykane są domostwa na planie koła. Jedno z odkrytych pomieszczeń mieszkalnych posiadało przedsionek, który przeznaczony był na warsztat garncarski. Znaleziono w nim piec i wyroby ceramiczne. Obok warsztatu usytuowane było miejsce kultu. Wewnątrz znajdował się posążek Bogini Matki, przed którą znaleziono figurkę klęczącego mężczyzny oraz misę z darami wotywnymi. Na podstawie zaobserwowanego zwyczaju umieszczania przez późniejszych władców Mezopotamii własnych podobizn przed posągami bóstw przypuszcza się, że klęcząca figurka uosabiała uprzywilejowanego sługę bogini.
Ceramika najstarszych warstw kultury Halaf tworzona była bez użycia koła garncarskiego, ale była wypalana w zamykanych piecach, w których możliwa była regulacja temperatury, i zdobiona charakterystycznymi geometrycznymi lub w kształcie zwierząt, ludzi i ptaków ornamentami w barwach czarnych bądź czerwono-pomarańczowych. Ceramika odkryta w młodszych warstwach wykonywana była na kole garncarskim.
Ludność kultury Halaf korzystała zarówno z narzędzi kamiennych, jak i miedzianych, znany był ołów i wóz kołowy, ciągnięty przez woły lub osły. Odnaleziono także wiele wisiorków kamiennych, które najprawdopodobniej wykorzystywano jako pieczęcie. Taki wniosek nasunął się po zbadaniu bryłek gliny z odciskami wisiorków i sznurków, którymi wiązano wory i kosze. Znalezisko ponadto stanowiło dowód na pojawienie się własności prywatnej.